# بيرند برينكمان
بيرند برينكمان (بالألمانية: Bernd Brinkmann)‏ هو طبيب شرعي ‏ ألماني، ولد في 7 أبريل 1939 في هامبورغ في ألمانيا.